# 日吉川秋斎
日吉川 秋斎（ひよしがわ しゅうさい）は、浪曲の名跡。

## 初代
日吉川 秋斎（1900年1月12日 - 1970年5月9日）本名は阪井梅之助。浪曲親友協会会長（1963 - 1964年）。
大阪市出身。1912年初代日吉川秋水の弟子となる。戦後、ケレン（お笑い）読みで人気になった。『左甚五郎』『水戸黄門漫遊記』を得意とした。
1970年5月9日、胆嚢炎のため、枚方市協立病院で死去。墓所は、大阪市東淀川区の宮原墓地。
弟子には斎東満、泉和子他。

## 2代目
日吉川 秋斎（1911年8月16日 - 1981年1月4日）本名は下仲市松。
兵庫県川辺郡の生まれ、1932年に初代の門下で日吉川斎蔵、1935年に千日前愛進館で初舞台、1941年に一時「太刀原幸門」の名で安来節を取り入れた浪曲・音頭ショウ『太刀原幸門ショウ』をやったこともあったがその後浪曲に専念し1974年に日吉川鯉三郎を経て1975年に2代目を襲名した。初代譲りのケレン読みのネタ『左甚五郎』『水戸黄門漫遊記』を得意とした。
1981年1月14日、大阪市福島区で死去。69歳没。

### 『太刀原幸門ショウ』時代のメンバー
- 太刀原富子（秋斎の妻で後に日吉川トミ子の名で曲師。）
- 太刀原幸夫

ほか多数